# Riksdagen 1952
Riksdagen 1952 ägde rum i Stockholm.
Riksdagens kamrar sammanträdde i riksdagshuset den 10 januari 1952. Riksdagsarbetet inleddes ceremoniellt genom riksdagens högtidliga öppnande i rikssalen på Stockholms slott den 11 januari. Första kammarens talman var Johan Nilsson (H), andra kammarens talman var August Sävström (S). Riksdagen avslutades den 17 december 1952.